# Robin Hood (1922)
Robin Hood (Originaltitel: Douglas Fairbanks in Robin Hood) ist ein US-amerikanischer Abenteuerfilm von Allan Dwan aus dem Jahr 1922.

## Handlung
Der Earl von Huntingdon befindet sich gerade mit König Richard Löwenherz auf dem Dritten Kreuzzug, als er von Lady Marian die Nachricht erhält, dass der Bruder des Königs, Prinz John, versucht den Thron zu usurpieren. Er bittet den König, ihn nach England rückkehren zu lassen, doch der König verweigert ihm die Erlaubnis und hält ihn für einen Feigling. Ein Versuch, ohne Erlaubnis nach England zurückzukehren, wird von Guy von Gisborne vereitelt und Huntingdon wird in den Kerker geworfen. Als ihm schließlich die Flucht nach England gelingt, erfährt er, dass er zum Vogelfreien erklärt wurde. Er schließt sich den Gesetzlosen im Sherwood Forrest an, wird ihr Anführer und bekämpft Prinz John. Es gelingt ihm, Lady Marian aus ihrem Gefängnis zu befreien und Guy von Gisborne zu töten, er gerät aber in Gefangenschaft.
König Richard kehrt rechtzeitig zurück und sorgt für Recht und Ordnung.

## Hintergrund
- Die Kostüme entwarf Mitchell Leisen. Der Film kostete am Ende, inklusive der Kosten für die Kinokopien, 1.400.000 US-Dollar (21.847.000 Euro). Dies war für damalige Zeiten eine immense Summe, doch der Film spielte 2.500.000 US-Dollar ein (39.013.000 Euro).[1] Die Kulisse für das Schloss war eine Touristenattraktion Hollywoods und soll größer gewesen sein als die realen Vorbilder für Burgen aus dieser Zeit.[2] Das Schloss befand sich an der Kreuzung von Santa Monica Boulevard und La Brea.
- Grauman’s Egyptian Theatre wurde mit der Vorführung Robin Hoods eröffnet.
- 1922 erhielt der Film den Photoplay Award als Bester Film.

## Kritiken
Andrew James Johnston 2013: „Von allen bedeutenden Robin-Hood-Filmen ist dieser der märchenhafteste und kindlichste.“